# Tegastes acroporanus
Tegastes acroporanus is een eenoogkreeftjessoort uit de familie van de Tegastidae. De wetenschappelijke naam van de soort is voor het eerst geldig gepubliceerd in 1981 door Humes.